# (371) Богемия
(371) Богемия (нем. Böhmen) — небольшой астероид главного пояса, который принадлежит к светлому спектральному классу S. Он был открыт 16 июля 1893 года французским астрономом Огюстом Шарлуа в обсерватории Ниццы и назван в честь Богемии, исторического региона в центральной Европе, где сейчас находится Чехия.

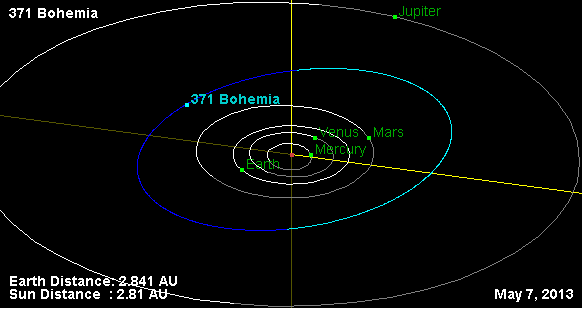
Орбита астероида Богемия и его положение в Солнечной системе